# Eric Trump
Eric Frederick Trump (* 6. ledna 1984 New York) je americký podnikatel a syn amerického prezidenta Donalda Trumpa a jeho první manželky Ivany Trumpové. V roce 2007 založil a do roku 2016 i vedl Nadaci Erica Trumpa (Eric Trump Foundation). Je viceprezidentem společnosti The Trump Organization. S manželkou Larou Trumpovou mají dvě děti.

## Raný život a vzdělání
Narodil se na Manhattanu v New Yorku. Jeho rodiče se rozvedli v roce 1991, když mu bylo sedm let. Studoval na Trinity School v New Yorku, poté v roce 2002 absolvoval The Hill School v Pottstownu a v roce 2006 přešel na Georgetown University ve Washingtonu, kde studoval finance a řízení.

## Kariéra
Je jedním z klíčových osobností společnosti The Trump Organization. Je odpovědný za expanzi společnosti na trhu s nemovitostmi. Spolu s otcem dohlížel na rozšíření sítě golfových hřišť Trump Golf a se sestrou Ivankou Trumpovou vedl rekonstrukci a generální opravy hotelu Trump National Doral a golfového hřiště Blue Monster v Miami.
V roce 2012 byl časopisem Forbes uznán mezi osobnostmi v oblasti nemovitostí. Časopis New York Observer, jehož vydavatelem je jeho švagr Jared Kushner, o něm napsal, že patří k 20 nejdůležitějším mladým filantropům. V roce 2013 získala společnost The Trump Organization ocenění Rising Star of the Year časopisu Wine Enthusiast Magazine.

## Fond Eric Trump
V roce 2006 založil svou Nadaci Erica Trumpa. Podle webových stránek nadace je jejím cílem sbírka pro nevyléčitelně nemocné děti a pacienty nemocnice St. Jude Children's Research Hospital. Podle veřejně dostupných daňových přiznání byla nadace založena výhradně za účelem získávání finančních prostředků během charitativních akcí pořádaných v golfovém sportu. Během devíti let své existence nadace nashromáždila 8 054 000 dolarů. Všechny charitativní akce byly organizovány na golfových hřištích, která patří společnosti Trump Organization.